# Lessons to Be Learned
Lessons to Be Learned is het eerste studioalbum van Gabriella Cilmi. Het album kwam in 2008 uit in een normale editie en een deluxe-editie.

## Tracklist

### Originele Australische editie
1. "Save the Lies" – 3:38
2. "Sweet About Me" – 3:23
3. "Sanctuary" – 3:28
4. "Einstein" – 3:39
5. "Don't Wanna Go to Bed Now" – 3:09
6. "Messy" – 3:54
7. "Awkward Game" – 3:28
8. "Safer" – 3:24
9. "Terrifying" – 2:37
10. "Sad Sad World" – 3:43
11. "Sit in the Blues" – 3:23
12. "Sorry" – 3:29

### Amerikaanse reguliere versie
1. "Got No Place to Go" – 3:21
2. "Sweet About Me" – 3:22
3. "Sanctuary" – 3:27
4. "Einstein" – 3:38
5. "Save the Lies" – 3:38
6. "Round & Round" – 3:39
7. "Awkward Game" – 3:28
8. "Cigarettes and Lies" – 2:51
9. "Terrifying" – 2:37
10. "Safer" – 3:24
11. "Sit in the Blues" – 3:23

### Australische luxe-editie
Cd 1
1. "Save the Lies" – 3:38
2. "Sweet About Me" – 3:23
3. "Sanctuary" – 3:28
4. "Einstein" – 3:39
5. "Got No Place to Go" – 3:23
6. "Don't Wanna Go to Bed Now" – 3:09
7. "Messy" – 3:54
8. "Awkward Game" – 3:28
9. "Safer" – 3:24
10. "Cigarettes and Lies" – 2:51
11. "Terrifying" – 2:37
12. "Sit in the Blues" – 3:23
13. "Sorry" – 3:29

Cd 2
1. "Sanctuary"
2. "Sweet About Me"
3. "Cigarettes and Lies"
4. "Awkward Game"
5. "Cry Me a River" (Justin Timberlake, Timothy Mosley, Scott Storch)
6. "Got No Place to Go"
7. "Save the Lies"
8. "Terrifying"
9. "Safer"

### Europese luxe-editie
1. "Save the Lies (Good to Me)" – 3:38
2. "Sweet About Me" – 3:23
3. "Sanctuary" – 3:28
4. "Einstein" – 3:39
5. "Got No Place to Go" – 3:23
6. "Don't Wanna Go to Bed Now" – 3:09
7. "Messy" – 3:54
8. "Awkward Game" – 3:28
9. "Safer" – 3:24
10. "Cigarettes and Lies" – 2:51
11. "Terrifying" – 2:37
12. "Sit in the Blues" – 3:23
13. "Sweet About Me" (Acoustic) – 3:42
14. "Cry Me a River" (Acoustic) – 3:41
15. "Echo Beach" – 3:21

UK-editie
1. "Warm This Winter" (Hank Hunter, Mark Barkan) – 2: